# سيلفيا تيسون
سيلفيا تيسون (بالإنجليزية: Sylvia Tyson)‏ هي كاتبة غنائية ومغنية كندية، ولدت في 19 سبتمبر 1940 في تشاتام كينت في كندا.

## وصلات خارجية
- سيلفيا تيسون على موقع IMDb (الإنجليزية)
- سيلفيا تيسون على موقع ميوزك برينز (الإنجليزية)
- سيلفيا تيسون على موقع ميوزك برينز (الإنجليزية)
- سيلفيا تيسون على موقع أول موفي (الإنجليزية)
- سيلفيا تيسون على موقع ديسكوغز (الإنجليزية)
- سيلفيا تيسون على موقع ديسكوغز (الإنجليزية)
- سيلفيا تيسون على موقع قاعدة بيانات الفيلم (الإنجليزية)
- سيلفيا تيسون على موقع كينوبويسك (الروسية)